# 93 г. пр.н.е.
93 (деветдесет и трета) година преди новата ера (пр.н.е.) е година от доюлианския (Помпилийски) римски календар.

## Събития

### В Римската република
- Консули са Гай Валерий Флак и Марк Херений.
- След като Луций Корнелий Сула е изпратен от Сената да управлява Киликия и с инструкции да се намеси в Кападокия, той успява да отстрани удобното на Понт и Митридат VI тамошно управление. След това той се отправя към река Ефрат, където осъществява първата официална дипломатическа среща между представители на Рим и Партия.[1][notes 1]
- 10 юни – триумф на Тит Дидий за победи над келтиберите.[2]
- 12 юни – триумф на Публий Лициний Крас за победи над лузитаните[2]

## Родени
- Гай Клавдий Марцел Младши, римски политик и първи съпруг на Октавия Младата (умрял 40 г. пр.н.е.)

## Починали
Бележки:
1. ↑  Точната дата на тази поредица от събития не е установена с абсолютна точност, но се смята, че обхваща периода от 97/6 г. пр. н.е до 93/2 г. пр.н.е.